# Hermann Escarrá
Hermann Escarrá (Caracas, 8 de abril de 1952)  es un abogado, profesor universitario y político venezolano; corredactor de la Ley Orgánica de amparo sobre derechos y garantías constitucionales. Actualmente es diputado electo a la Asamblea Nacional. Fue miembro de la Asamblea Nacional Constituyente de 2017 y de la Constituyente de 1999.

## Vida política

### Educación y oposición al gobierno
Egresado con honores de la facultad de derecho de la Universidad Central de Venezuela, Hermann Escarrá se identificó antes de la llegada al poder del chavismo con la causa socialcristiana y el partido COPEI. Luego de la victoria de Hugo Chávez en 1998, pasó a ser miembro de la Asamblea Nacional Constituyente por el Gran Polo Patriótico. A diferencia de su hermano Carlos Escarrá, quien era militante del oficialismo.
Escarrá criticó férreamente a Chávez en los primeros años, interponiendo recursos en el Tribunal Supremo de Justicia contra las actuaciones del mandatario, el 23 de febrero de 2004 Escarrá introduce documento a la sala constitucional del tribunal de justicia (TSJ) solicitando la nulidad e inconstitucionalidad de los actos realizado por el presidente Hugo Chávez en la ciudad de Georgetown, para permitir que la república de Guyana pueda realizar exploración y explotación de los recursos naturales en el territorio del Esequibo. El juzgado respondió al ser imposible verificar el acto impugnado como inadmisible, emitido por el presidente del TSJ Iván Rincón Urdaneta.
Posteriormente hace un llamando a desconocer al gobierno en diciembre de 2007 con una marcha sin retorno a Miraflores, llamando a un paro indefinido como parlamentario después de las expropiaciones en el Sur del Lago de 2010 y describiendo en 2010 a la Ley de Comunas y el Parlamento Comunal como «un golpe de Estado a la Constitución». Escarrá también fue encargado de la defensa de perseguidos políticos e intento accionar jurídicamente contra el presidente Chávez ante la Corte Penal Internacional en diciembre de 2008 por violaciones de derechos humanos pero la Corte Penal Internacional no admitió querellas basadas en presunciones y más presunciones”.

### Apoyo al gobierno
En septiembre de 2012 y desde el canal estatal VTV, el abogado realizó una dura crítica a un supuesto plan de gobierno que se le atribuyó a Henrique Capriles Radonski y al comando de campaña de la Mesa de la Unidad Democrática. El candidato opositor declaró que los documentos y programa hechos públicos por VTV y criticado por Escarrá eran falsos y no formaban parte de su promesa de campaña. Estas declaraciones coincidieron con la de otras figuras políticas de la oposición y el apoyo del presidente Chávez, generando así un acercamiento entre ambos.
Después de la muerte de Hugo Chávez, y de su hermano Carlos Escarrá, siendo electo Nicolás Maduro Moros como presidente de Venezuela, fue reclutado por el chavismo y ha ejercido como asesor y colaborador en temas constitucionales; ha sido nombrado miembro de las mesas de diálogo con la oposición y de la Comisión de la Verdad, Justicia y Paz. Durante el conteo de firmas de la etapa de promoción del referéndum presidencial de Venezuela de 2016-2017 fue consultor jurídico de la comisión gubernamental para el revocatorio. Actualmente es miembro de la comisión presidencial para la Asamblea Nacional Constituyente de Venezuela de 2017 por el circuito de Guatire, Miranda.
El 9 de agosto de 2017, es sancionado por el Departamento del Tesoro de los Estados Unidos, inmovilizando bienes en este país. En octubre del mismo año, Escarrá propone a la nueva constitución de Venezuela añadir sanciones a quienes cometan traición a la patria.